# Funk Generation
Funk Generation é o sexto álbum de estúdio da cantora brasileira Anitta, lançado em 26 de abril de 2024, através da Floresta Records, Republic Records e Universal Music Latino. Concebido como uma demonstração da cultura brasileira ao mundo, o álbum traz em destaque o funk carioca juntamente com influências de EDM, reggaeton e pop, sem tentar se enquadrar nas tendências do mainstream mundial. As faixas de Funk Generation são cantadas em português, espanhol e inglês, sendo o terceiro disco trilíngue de Anitta após Kisses (2019) e Versions of Me (2022). O álbum contém participações especiais de Brray, Bad Gyal, Dennis, Pedro Sampaio e Sam Smith.
Funk Generation foi recebido com avaliações positivas após o lançamento, sendo elogiado pela experimentação de Anitta do gênero do álbum, o resgaste das raízes culturais do funk e a capacidade da artista de experimentar com os limites do gênero. As faixas "Funk Rave" e "Mil Veces", singles do álbum, venceram o MTV Video Music Awards de 2023 e 2024 de Melhor Vídeo Latino (sendo a terceira vitória consecutiva de Anitta na categoria), tendo "Mil Veces" sido indicado para Gravação do Ano no 25.ª Grammy Latino, premiação em que também recebeu uma indicação para Melhor Interpretação Urbana em Língua Portuguesa pela faixa "Joga pra Lua". Ambas canções venceram as categorias de Clipe TVZ do Ano e Funk do Ano, respectivamente, no Prêmio Multishow de Música Brasileira 2024, onde Anitta foi a primeira pessoa a ser homenageada com o Troféu Vanguarda. Funk Generation recebeu uma nomeação à categoria de Melhor Álbum Pop Latino no 67.º Grammy Awards, tornando-se o primeiro álbum de funk da história a ser indicado ao Grammy.
Foi nomeado pelas revistas Billboard e People como um dos álbuns do ano.

## Antecedentes
Após o lançamento de seu quinto álbum de estúdio, Versions of Me, em abril de 2022 e do EP À Procura da Anitta Perfeita em novembro do mesmo ano, Anitta confirmou que estava trabalhando em um álbum inteiramente de funk brasileiro. No final de janeiro de 2023, ela foi vista filmando uma série de videoclipes no Rio de Janeiro para o álbum. Em abril, a cantora assinou com a Republic Records após encerrar seu contrato com a Warner Records. Ela revelou o título do álbum pela primeira vez em 9 de junho com a criação de um canal de transmissão no Instagram chamado "Funk Generation". Em 22 de junho, ela lançou o primeiro single do álbum, "Funk Rave". No final do mês, Anitta revelou em entrevista que o álbum incluiria colaborações da cantora americana Chlöe e do cantor inglês Sam Smith. Em 18 de agosto, ela lançou o EP Funk Generation: A Favela Love Story como uma prévia do álbum. O projeto incluiu os singles "Funk Rave", "Casi Casi" e " Used to Be". Embora a cantora inicialmente tenha afirmado que todas as três músicas apareceriam no álbum, apenas a primeira foi incluída na lista final de faixas.
Em entrevista ao programa brasileiro De Frente com Blogueirinha em outubro de 2023, Anitta mencionou que o álbum seria lançado no início de 2024, possivelmente em março. No entanto, no final de fevereiro de 2024, ela afirmou que o lançamento do álbum foi adiado porque Sam Smith inicialmente cancelou o lançamento de sua colaboração. Em 21 de março, Anitta anunciou a data de lançamento do álbum e revelou que sua colaboração com Smith apareceria no álbum; no entanto, ela mencionou que sua colaboração com Chlöe pode não aparecer no álbum porque contém um sample não autorizado de "I Need a Girl (Part Two)" (2002) de P. Diddy.

## Promoção
Em junho de 2023, a cantora anunciou o primeiro single "Funk Rave". Antes de lançá-lo, apresentou um medley de "Envolver" e da nova canção no final da UEFA Champions League para promover a faixa.
No dia 02 de outubro de 2024, a Record Store Day  da Black Friday de novembro, anunciou o álbum de Anitta como lançamento inédito em vinil, em apenas 1000 cópias, sendo este o primeiro lançamento da cantora nesse formato. 

### Singles
"Funk Rave" foi lançado como primeiro single do álbum em 22 de junho de 2023. Alcançou o número um na Colômbia e no México, e o número 47 no Brasil. O videoclipe da música foi dirigido por João Wainer e Ricardo Souza e filmado no Rio de Janeiro. Apresenta Anitta em uma favela, onde os moradores realizam atividades como jogar futebol, dançar e tomar sol. A canção ganhou o Melhor Vídeo Latino no MTV Video Music Awards de 2023.
"Mil Veces" foi lançado como segundo single do álbum em 19 de outubro de 2023. Alcançou a posição 21 em Portugal e a posição 22 no Brasil. O videoclipe da música foi dirigido por Jackson Tisi e filmado no Canadá. Apresenta Anitta e and Damiano David, vocalista da banda italiana Måneskin, interpretando um casal em um "relacionamento tumultuado". Um remix em português com a cantora brasileira Melody foi lançado em 4 de janeiro de 2024.
"Joga pra Lua" com os DJs brasileiros Dennis e Pedro Sampaio foi lançado como terceiro single do álbum em 14 de dezembro de 2023. Alcançou a posição 17 no Brasil e a posição 48 em Portugal. A música foi acompanhada por um visualizer, que mostra os três artistas em uma praia à noite.
"Double Team" com o cantor porto-riquenho Brray e a cantora espanhola Bad Gyal, foi lançado como o quarto single do álbum em 21 de março de 2024. O videoclipe da música foi dirigido por Sam Hayes. Apresenta os três artistas e um grupo de pessoas em uma festa ao ar livre.
"Grip" foi lançado como o quinto single do álbum em 26 de abril de 2024, juntamente com seu videoclipe, coincidindo com a data de lançamento do disco em si.
"Aceita" foi lançado como o sexto single do álbum em 14 de maio de 2024, juntamente com seu videoclipe. Em 5 de julho de 2024, um remix house da música com o DJ inglês Jonas Blue foi lançado.

### Turnê
Em 8 de abril de 2024, Anitta anunciou a turnê Baile Funk Experience em divulgação ao álbum.

## Recepção
| Críticas profissionais | Críticas profissionais |
| Pontuações agregadas   | Pontuações agregadas   |
| Fonte                  | Avaliação              |
| ---------------------- | ---------------------- |
| Album of the Year      | 70/100                 |
| Avaliações da crítica  |                        |
| Fonte                  | Avaliação              |
| Escutai                | 80/100                 |
| Folha de S. Paulo      | [ 45 ]                 |
| g1                     | [ 46 ]                 |
| Lorena                 | 10/10                  |
| PopMatters             | 7/10                   |
| Tracklist              | 9,5/10                 |

A revista Billboard elogiou o trabalho de Anitta e destacou que ela "abandona a tentativa de 'se encaixar'" para apostar fichas no gênero que a popularizou no Brasil. "Repleto de músicas atrevidas e para a balada, Funk Generation é um testamento da determinação da estrela trilíngue em globalizar o baile funk". Felipe Maia, da revista Rolling Stone, avaliou-o positivamente e pontuou: "O álbum brilha quando Anitta destaca o funk em toda a sua crueza e imprudência — as mesmas qualidades que impulsionaram o gênero a tal popularidade no Brasil. [...] O álbum prospera quando Anitta assume riscos, seja exibindo batidas de quebra-cabeça ou cantando versos cativantes sobre samples estranhos e ásperos" e finalizou observando que "embora seja admirável testemunhar uma tentativa que certamente manterá a roda do baile funk girando globalmente, também é razoável esperar mais de Anitta. Ela é a primeira estrela pop brasileira que entrou na conversa internacional de forma tão importante, sem mencionar uma empresária talentosa e uma criadora musical revolucionária. Apresentar o baile funk a um novo público é uma meta que ela já alcançou. No entanto, ela tem o que é preciso para ser pioneira no futuro do baile funk no pop e cativar o público no Brasil e no mundo todo.".
Em sua crítica ao site PopMatters, Ana Clara Ribeiro classificou o álbum com 7 estrelas (de um total de 10 estrelas) e destacou-o como " um álbum necessário" e complementou que ele "apresenta o funk brasileiro para aqueles que não estão familiarizados com o gênero. Ele não promete nada além disso (ou "fazer você perder o fôlego"). Dependendo de quem você perguntar, essa pode ser uma promessa humilde ou ousada".

### Listas de fim de ano
| Publicação | Reconhecimento                  | Posição | Ref.   |
| ---------- | ------------------------------- | ------- | ------ |
| Billboard  | Melhores álbuns latinos de 2024 | Top 24  | [ 53 ] |
| People     | Top 10 Álbuns de 2024           | 10      | [ 54 ] |

## Prêmios e indicações
| Ano  | Premiação                             | Categoria                                        | Indicação                            | Resultado | Ref.          |
| ---- | ------------------------------------- | ------------------------------------------------ | ------------------------------------ | --------- | ------------- |
| 2023 | LOS40 Music Awards                    | Melhor videoclipe                                | "Funk Rave"                          | Indicada  | [ 55 ]        |
| 2024 | LOS40 Music Awards                    | Melhor videoclipe                                | "Aceita"                             | Indicada  | [ 56 ]        |
| 2024 | Prêmio da Música Brasileira           | Melhor Lançamento – Língua Estrangeira           | Funk Generation: A Favela Love Story | Venceu    | [ 57 ]        |
| 2023 | Prêmio Multishow de Música Brasileira | Funk do Ano                                      | "Funk Rave"                          | Indicada  | [ 58 ]        |
| 2023 | Prêmio Multishow de Música Brasileira | Clipe TVZ do Ano                                 | "Funk Rave"                          | Indicada  | [ 58 ]        |
| 2024 | Prêmio Multishow de Música Brasileira | Álbum do Ano                                     | Funk Generation                      | Indicada  | [ 59 ] [ 60 ] |
| 2024 | Prêmio Multishow de Música Brasileira | Capa do Ano                                      | Funk Generation                      | Indicada  | [ 59 ] [ 60 ] |
| 2024 | Prêmio Multishow de Música Brasileira | Funk do Ano                                      | "Joga pra Lua"                       | Venceu    | [ 59 ] [ 60 ] |
| 2024 | Prêmio Multishow de Música Brasileira | Clipe TVZ do Ano                                 | "Mil Veces"                          | Venceu    | [ 59 ] [ 60 ] |
| 2024 | Grammy Latino                         | Gravação do Ano                                  | "Mil Veces"                          | Indicada  | [ 61 ]        |
| 2024 | Grammy Latino                         | Melhor Interpretação Urbana em Língua Portuguesa | "Joga pra Lua"                       | Indicada  | [ 61 ]        |
| 2023 | MTV Video Music Awards                | Melhor Vídeo Latino                              | "Funk Rave"                          | Venceu    | [ 62 ]        |
| 2024 | MTV Video Music Awards                | Melhor Vídeo Latino                              | "Mil Veces"                          | Venceu    | [ 63 ]        |
| 2024 | Premios Juventud                      | Melhor Música Urbana                             | "Funk Rave"                          | Indicada  | [ 64 ]        |
| 2024 | Queerties Awards                      | Melhor Videoclipe                                | "Mil Veces"                          | Indicada  | [ 65 ]        |
| 2023 | Women's Music Event Awards            | Melhor Música Latino-Americana                   | "Funk Rave"                          | Venceu    | [ 66 ]        |
| 2024 | Women's Music Event Awards            | Melhor Música Latino-Americana                   | "Mil Veces"                          | Pendente  | [ 67 ]        |
| 2025 | Grammy Awards                         | Melhor Álbum Pop Latino                          | Funk Generation                      | Indicada  | [ 68 ]        |
| 2025 | Premio Lo Nuestro                     | Álbum Del Año – Pop Urbano                       | Funk Generation                      | Pendente  | [ 69 ]        |

## Lista de faixas
| Funk Generation — Edição padrão |                                             |                                                                                                   |                                     |         |  |
| N.º                             | Título                                      | Compositor(es)                                                                                    | Produtor(es)                        | Duração |  |
| 1.                              | "Lose Ya Breath"                            | Anitta J. Gago S. Camara T. Ross Kobe Laudz Zegon                                                 | Tropkillaz Ross Gago                | 2:16    |  |
| 2.                              | "Grip"                                      | Anitta L. Banks M. Redondo R. Gorky Maffalda Zebu P. Bispo                                        | Brabo                               | 1:50    |  |
| 3.                              | "Funk Rave"                                 | Anitta G. Borel Melymel M. Arantes Diplo                                                          | Diplo G. Borel M. Arantes           | 2:27    |  |
| 4.                              | "Fria"                                      | Anitta Redondo N. Marshall Gorky Maffalda Zebu Bispo                                              | Brabo                               | 2:07    |  |
| 5.                              | "Meme"                                      | Anitta Camara B. Falik P. Malcher A. Bauza Borel Arantes                                          | Borel Arantes J. Lewis              | 2:30    |  |
| 6.                              | "Love in Common"                            | Anitta A. Allen A. Wadge Laudz Zegon J. Evigan R. Fadul                                           | Tropkillaz Evigan Fadul             | 2:29    |  |
| 7.                              | "Aceita"                                    | Anitta Redondo J. Baken Borel Arantes Diplo                                                       | Borel Arantes Diplo Leclair Dee Mad | 2:07    |  |
| 8.                              | "Double Team" (com Brray e Bad Gyal)        | Anitta Gyal Brray E. Rodríguez K. Vargas R. Félix                                                 | Botlok                              | 3:52    |  |
| 9.                              | "Savage Funk"                               | Anitta Laudz Zegon DJ GBR                                                                         | Tropkillaz DJ GBR                   | 1:23    |  |
| 10.                             | "Joga pra Lua" (com Dennis e Pedro Sampaio) | Dennis Sampaio F. ernando Ps G. Cantini S. Fernandes                                              | Dennis Sampaio                      | 2:05    |  |
| 11.                             | "Cria de Favela"                            | Anitta Camara Redondo F. Moore Banks D. Arkwright M. Maro Borel Arantes Gorky Maffalda Bispo Zebu | Borel Arantes Brabo                 | 2:57    |  |
| 12.                             | "Puta Cara"                                 | Anitta Camara Malcher J. Perez Jr. Borel Arantes                                                  | Borel Arantes Lewis                 | 2:02    |  |
| 13.                             | "Sabana"                                    | Anitta Redondo Gorky Maffalda Bispo Zebu MC Jacaré                                                | Brabo                               | 1:54    |  |
| 14.                             | "Ahi" (com Sam Smith)                       | Anitta Smith Gale J. Napes M. Eriksen T. Hermansen                                                | Stargate                            | 2:37    |  |
| 15.                             | "Mil Veces"                                 | Anitta Arantes Falik Borel Pérez Jr. Malcher Rodríguez Camara                                     | Borel Arantes Lewis                 | 2:34    |  |
| Duração total:                  | Duração total:                              | Duração total:                                                                                    | Duração total:                      | 35:14   |  |